# Gare de Bagneaux-sur-Loing
Pour les articles homonymes, voir Loing (homonymie).
La gare de Bagneaux-sur-Loing est une halte ferroviaire française de la ligne de Moret - Veneux-les-Sablons à Lyon-Perrache, située sur le territoire de la commune de Bagneaux-sur-Loing, dans le département de Seine-et-Marne en région Île-de-France.
Mise en service en 1916 par la Compagnie des chemins de fer de Paris à Lyon et à la Méditerranée (PLM), c'est une halte voyageurs de la Société nationale des chemins de fer français (SNCF), desservie par les trains de la ligne R du Transilien.

## Situation ferroviaire
Établie à 63 m d'altitude, la gare de Bagneaux-sur-Loing est située au point kilométrique (PK) 90,658 de la ligne de Moret - Veneux-les-Sablons à Lyon-Perrache, entre les gares de Nemours - Saint-Pierre et de Souppes - Château-Landon.

## Histoire
La Compagnie des chemins de fer de Paris à Lyon et à la Méditerranée (PLM) met en service la section de Moret à Montargis de sa ligne du Bourbonnais le 14 août 1860. Après la station de Bourron, la ligne passe par Nemours, dont la station ne sera ouverte qu'en 1862, puis elle longe le canal du Loing, passe par Bagneaux, où il n'existe pas d'arrêt, avant de desservir Souppes.

### Station PLM (1916-1937)
À la fin de l'année 1910, le conseil municipal de Bagneaux demande au conseil général de Seine-et-Marne une subvention dans le but d'obtenir l'ouverture d'une gare par la Compagnie des chemins de fer de Paris à Lyon et à la Méditerranée (PLM). La commune obtient l'accord de la Compagnie du PLM, à la condition qu'elle fournisse les 433 m2 nécessaires, avec abandon de propriété, et qu'elle verse une subvention de 26 000 francs. La commune ayant déjà la charge d'un crédit sur vingt ans, pour la construction de deux ponts, la municipalité adresse une requête au conseil général pour qu'il prenne en charge la subvention. Le conseil général débat de cette demande lors de sa séance du 26 avril 1911. La jurisprudence du conseil étant de n'avoir jamais contribué pour l'établissement d'une gare sur une ligne d'intérêt général, il refuse tout en conseillant à la municipalité d'utiliser la loi du 26 octobre 1897 qui autorise la commune à utiliser des surtaxes temporaires pour permettre le remboursement de l'emprunt.

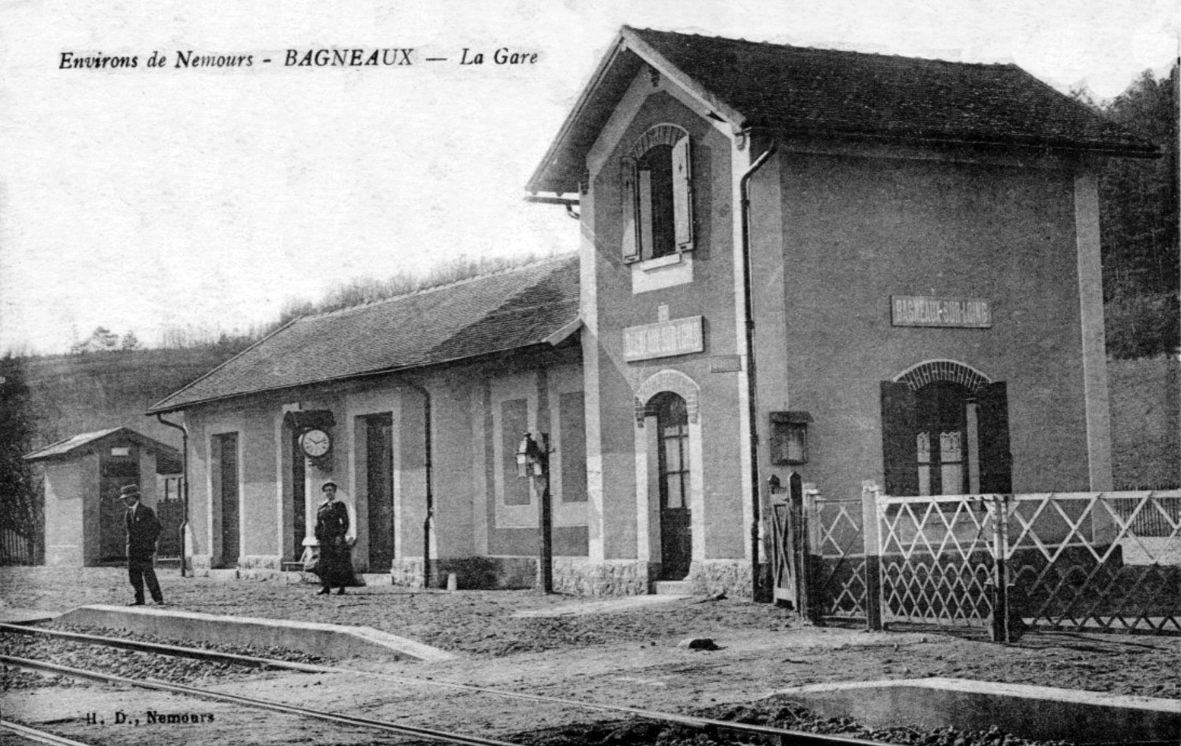
La gare peu après son ouverture.

Le 30 décembre 1913, un décret autorise la commune à emprunter 23 000 fr pour verser une subvention à la Compagnie PLM pour le projet de création d'une station, qui sera dénommée « Bagneaux-sur-Loing », au passage à niveau n°12 de la ligne. La Compagnie est autorisée à percevoir des surtaxes, sur une période maximum de trente ans, à partir de la date de mise en service de la station. Le 20 mai 1916 la station est homologuée, « application à dater du jour de l'ouverture à l'exploitation, au service des voyageurs, bagages, chiens et articles de messagerie ».
Lors de sa séance du 1er septembre 1916, le conseil général a connaissance, par la lecture du rapport de l'ingénieur en chef du contrôle de la voie et des bâtiments que, dans les travaux neufs et terminés, il y a l'établissement et l'ouverture d'une station à Bagneaux-sur-Loing. La gare dispose du bâtiment du garde-barrière du passage à niveau no 12, agrandi d'une aile ; il est complété par un abri sur le quai opposé (voir images ci-dessous).

Vues de la gare
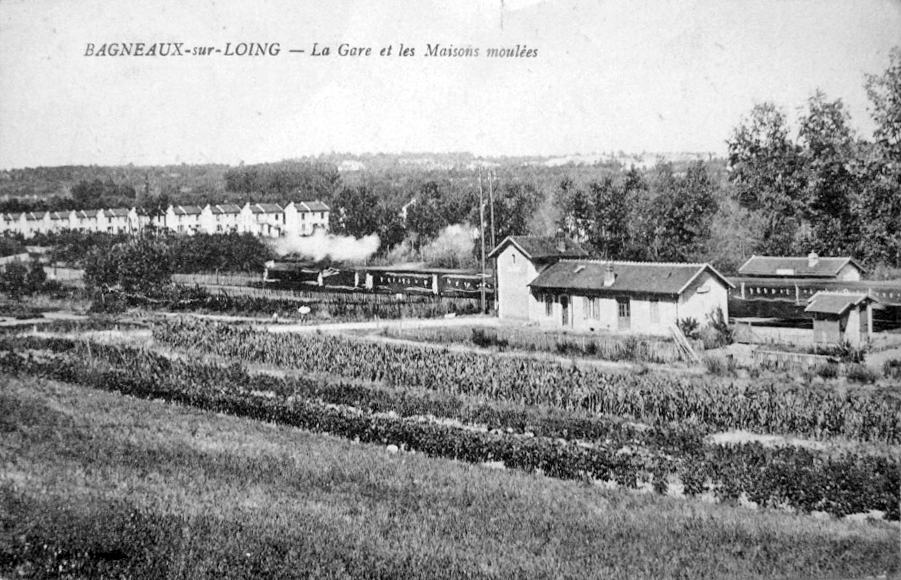
Peu après l'ouverture.
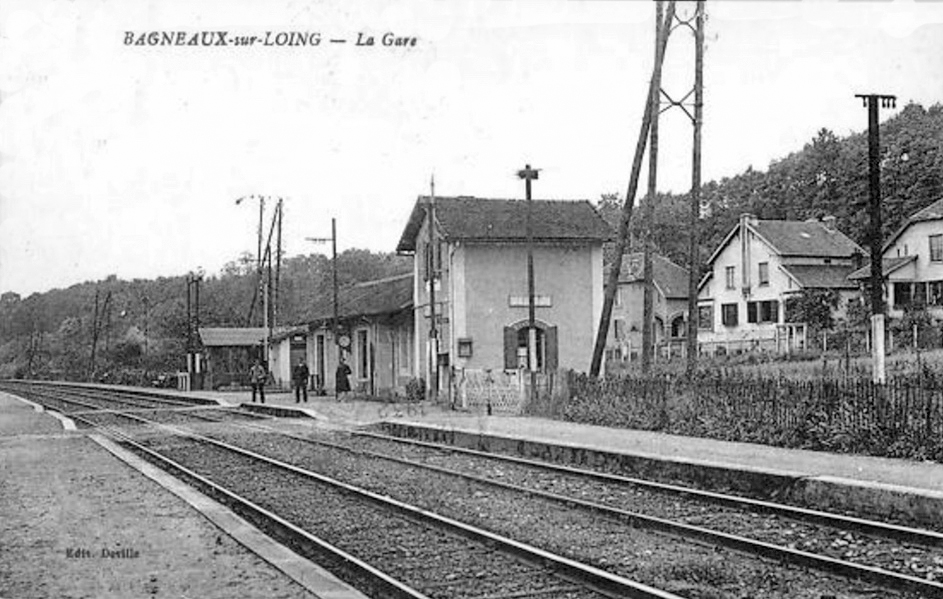
Dans les années 1920.
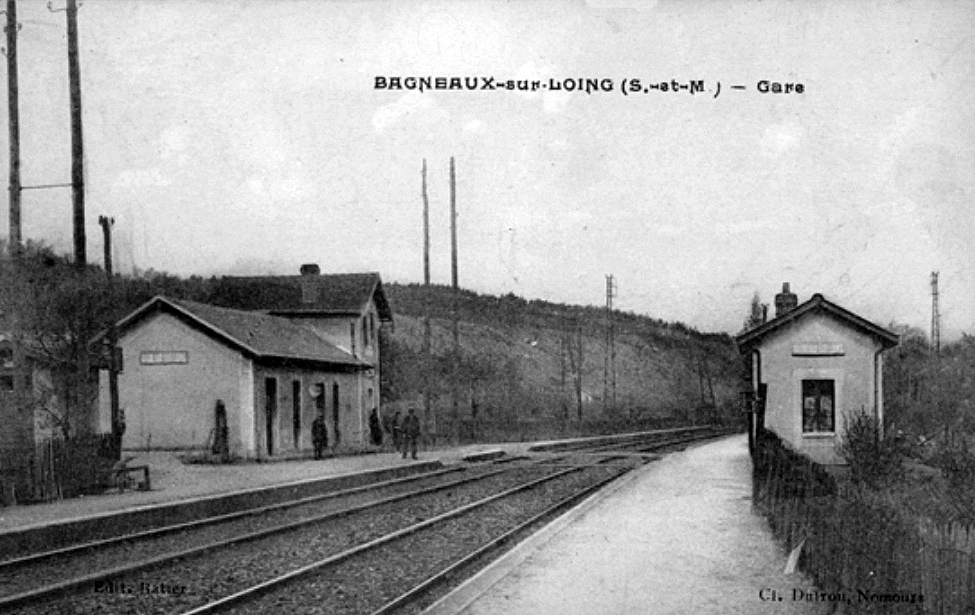
Dans les années 1920.

Le 30 juillet 1929, la commune est autorisée à contracter un emprunt de 5 500 fr pour installer l'électricité dans la station et la compagnie est autorisée à percevoir des taxes locales au profit de la commune pour le remboursement de l'emprunt.

### Gare SNCF (depuis 1938)
Le bâtiment voyageurs et l'abri de quais sont détruits avant le début des années 2000. Ils sont remplacés par deux abris de quais.

## Fréquentation
De 2015 à 2023, selon les estimations de la SNCF, la fréquentation annuelle de la gare s'élève aux nombres indiqués dans le tableau ci-dessous.
| Année     | 2015    | 2016    | 2017    | 2018   | 2019   | 2020   | 2021   | 2022   | 2023    |
| --------- | ------- | ------- | ------- | ------ | ------ | ------ | ------ | ------ | ------- |
| Voyageurs | 439 600 | 223 786 | 114 246 | 57 849 | 29 663 | 13 759 | 28 521 | 24 011 | 115 295 |

## Service des voyageurs

### Accueil
La gare ne possède pas de bâtiment voyageurs. Aucun service commercial n'est assuré, mais un automate permet aux voyageurs d'acheter leurs billets. Il n'existe pas de passage souterrain sous les voies. Le passage d'un quai à l'autre s'effectue par la traversée directe des voies en empruntant le passage à niveau situé au nord de la gare.

Halte et passage à niveau
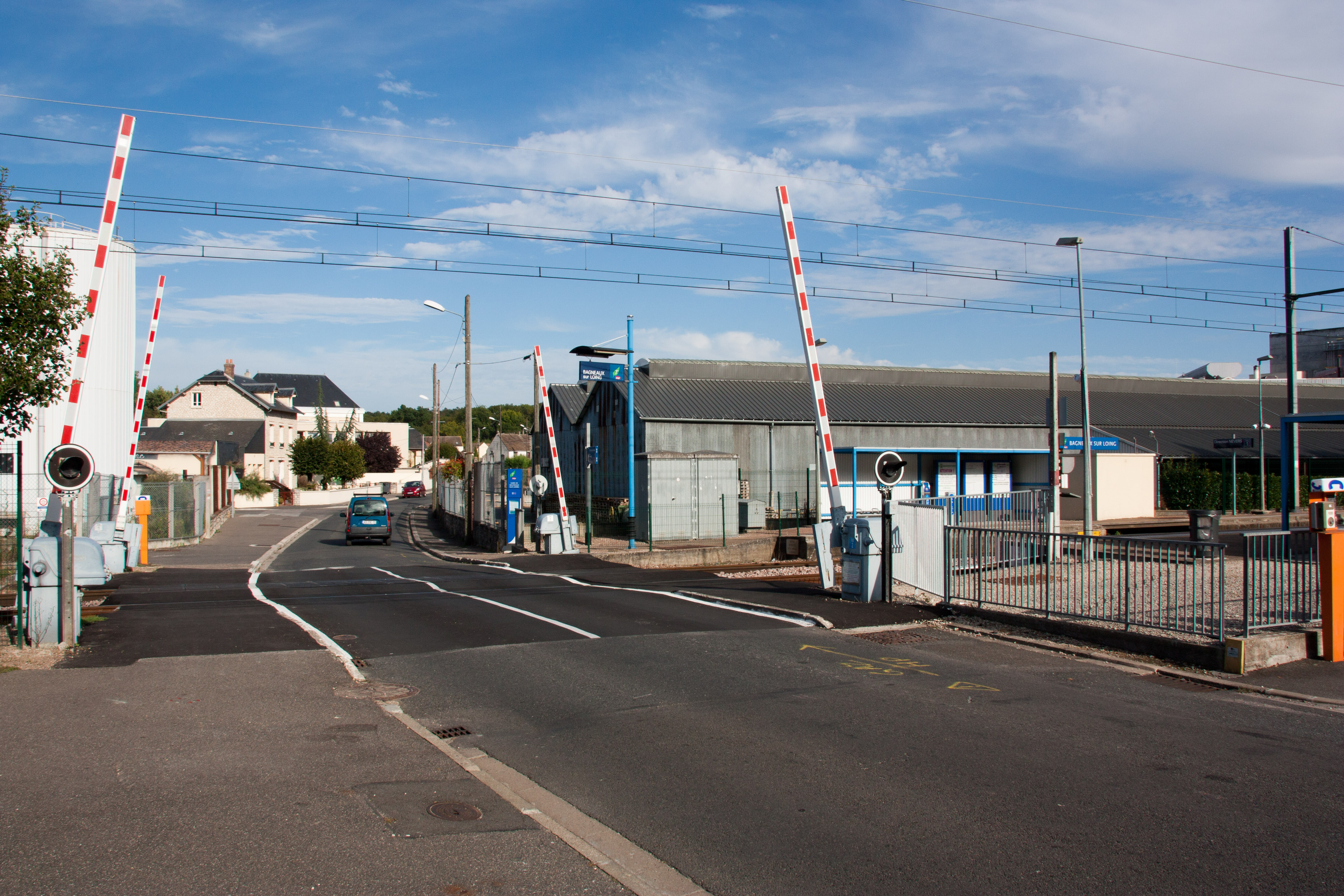
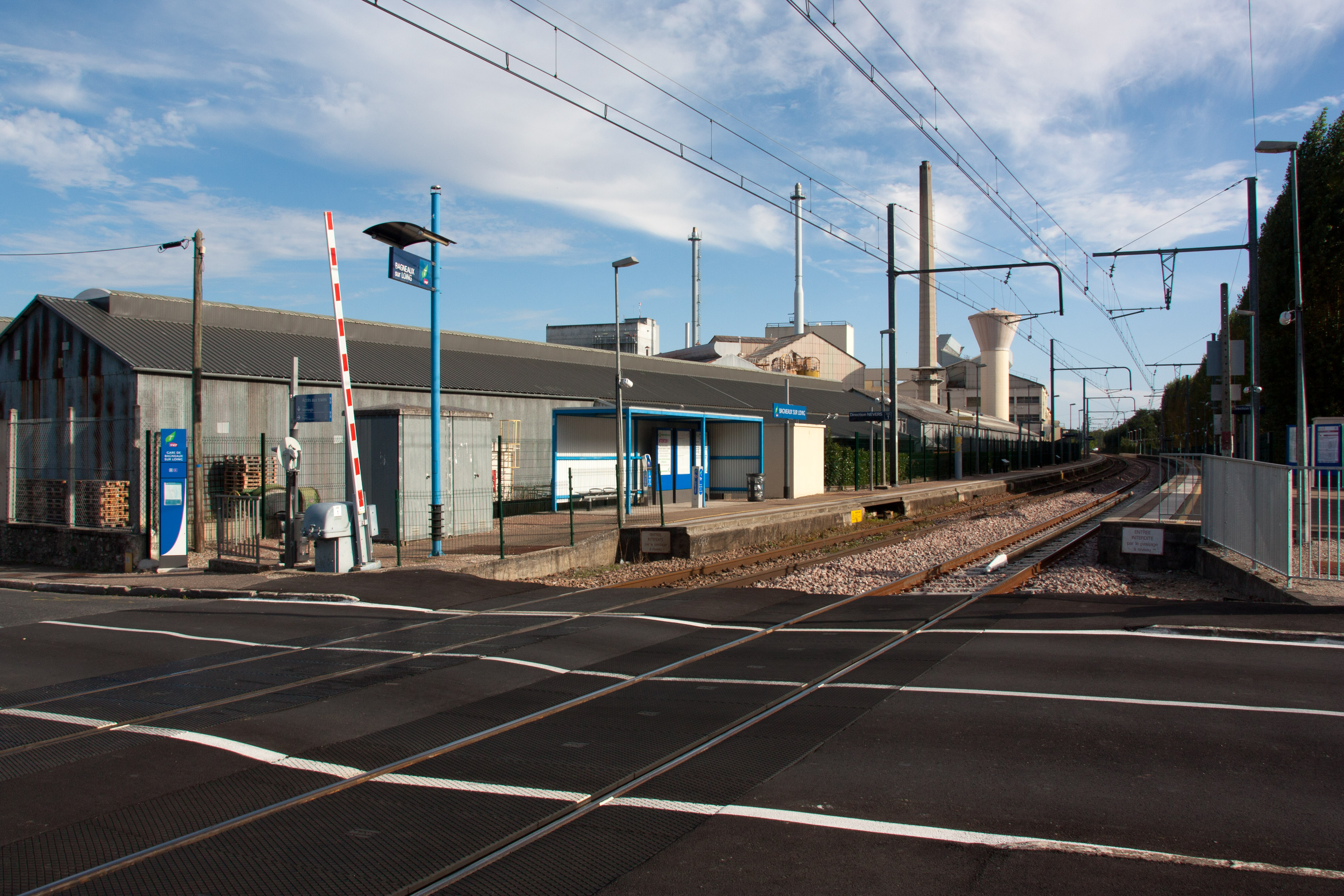
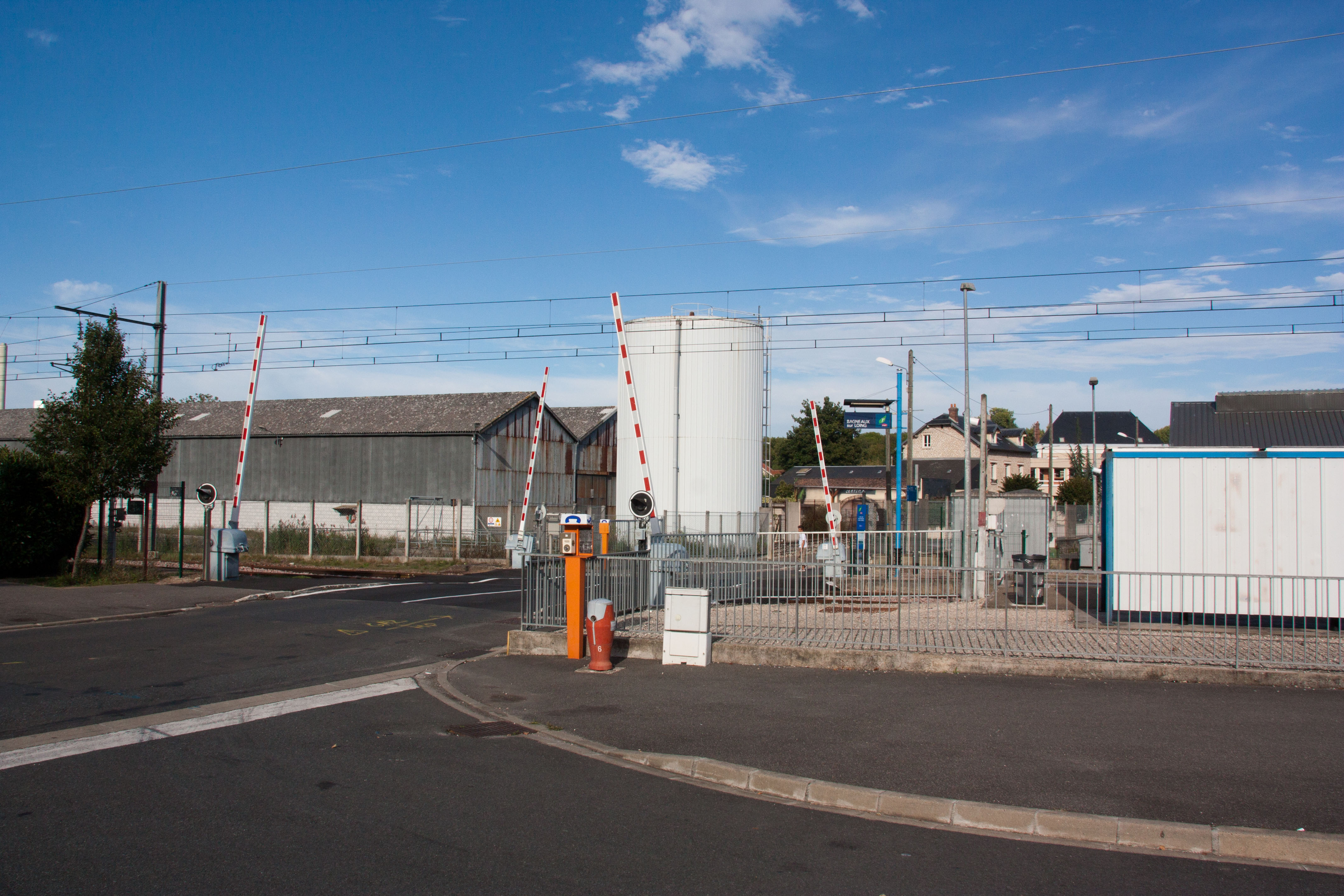

### Desserte
Bagneaux-sur-Loing est desservie par les trains de la ligne R du Transilien (réseau Paris Sud-Est) circulant entre Paris-Gare-de-Lyon et Montargis, au rythme d'un par heure et par sens, toute la journée, tous les jours.

Installations et desserte
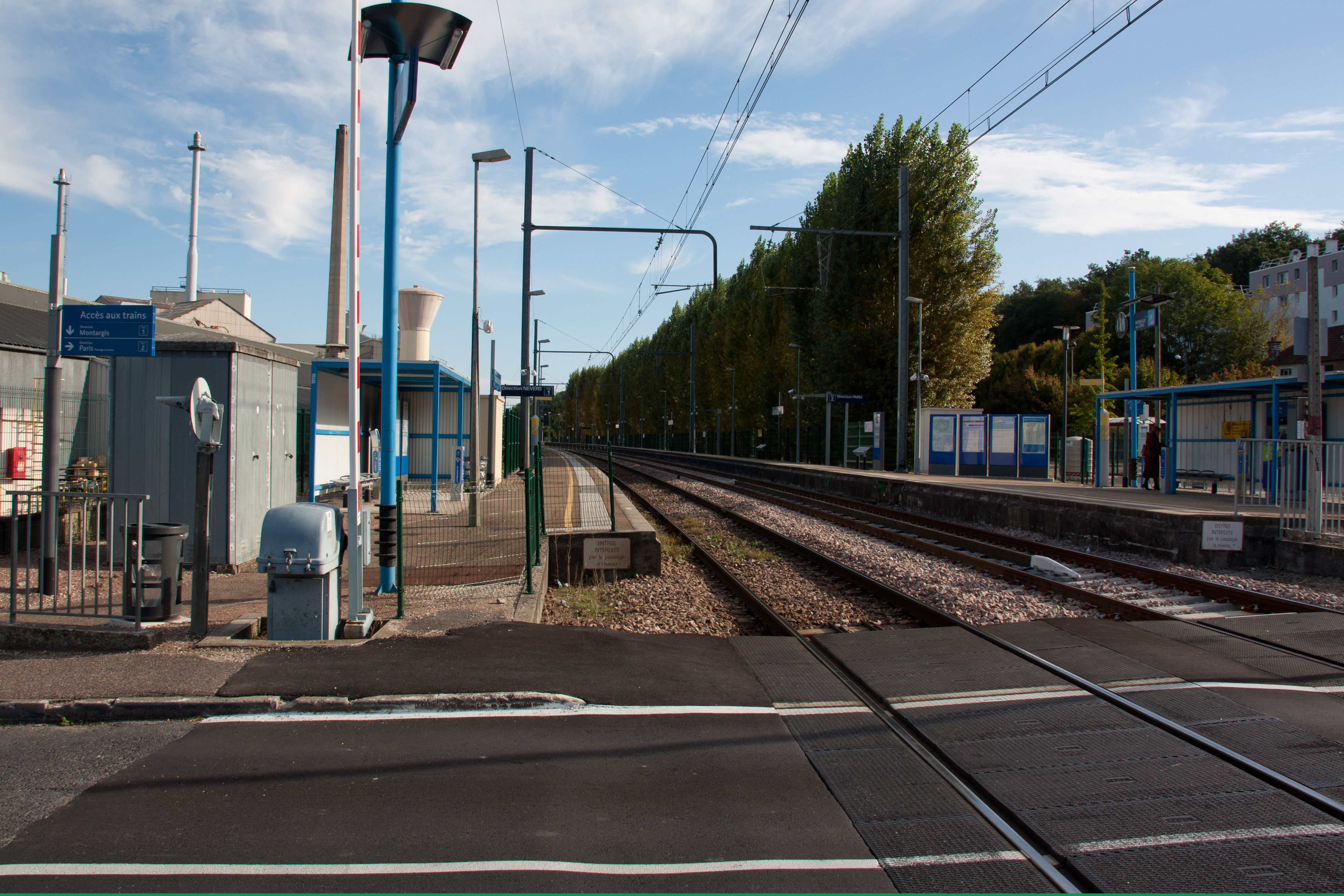
Vue d'ensemble depuis le passage à niveau.
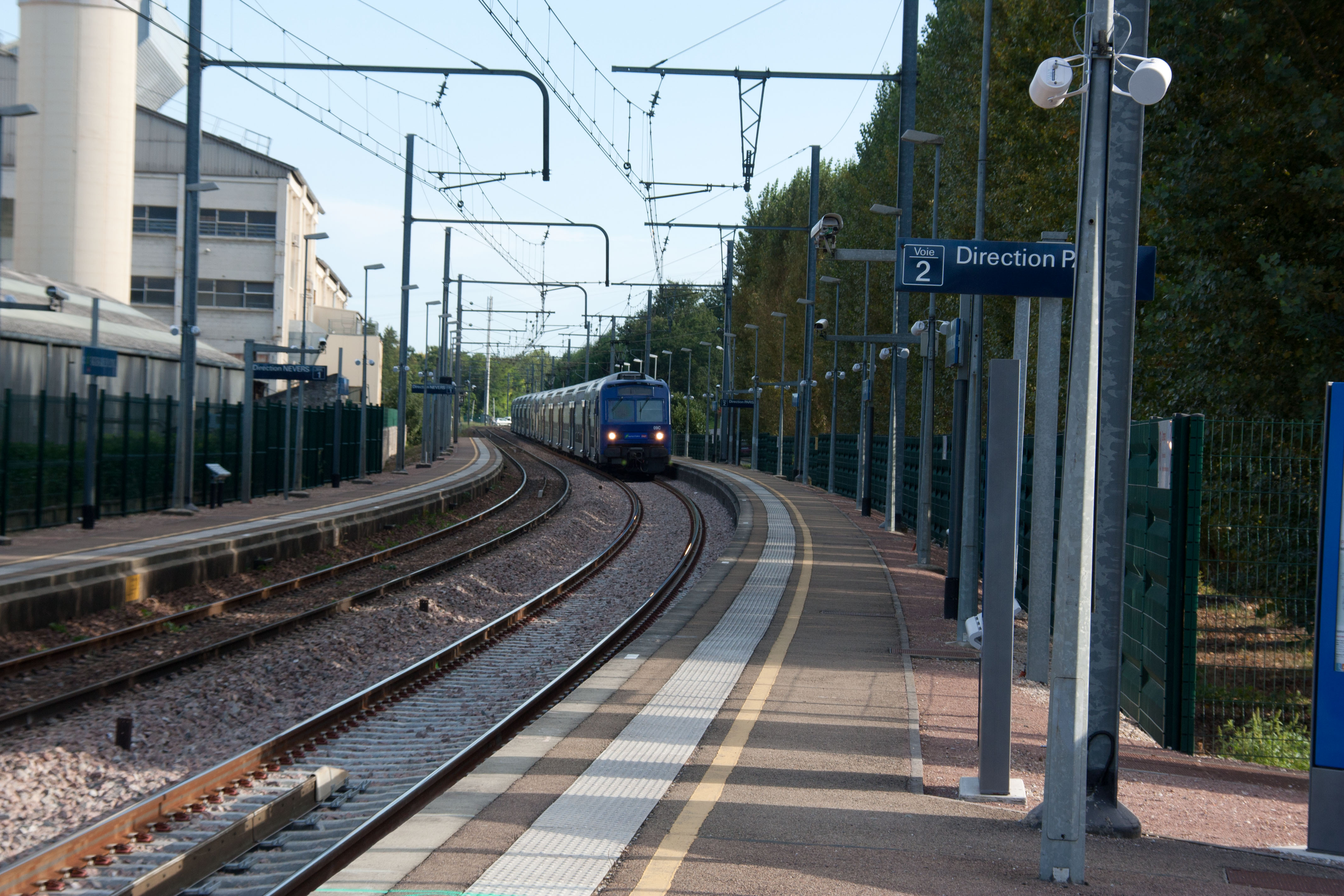
Arrivée Z 5600.
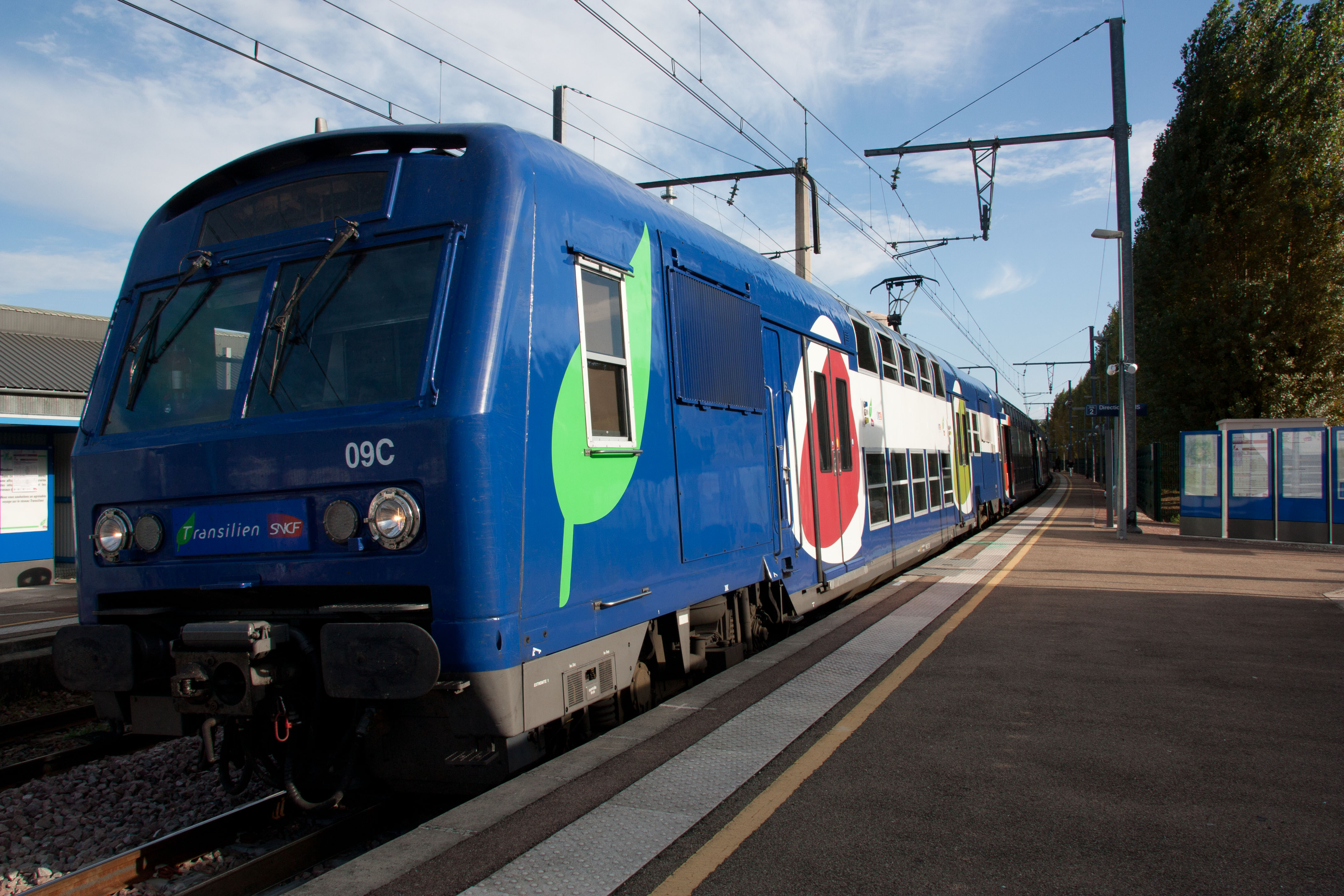
Desserte Z 5600

### Intermodalité
La gare est desservie par la ligne 3501 du réseau de bus Vallée du Loing - Nemours.